# Чемпіонат світу з боксу 1974
I Чемпіона́т сві́ту з бо́ксу проходив у Гавані (Куба) з 17 по 30 серпня 1974 року.
У змаганнях взяли участь 274 боксери з 45 країн світу.

## Медалісти
| Вагова категорія                            | Золото                     | Срібло                   | Бронза                                            |
| ------------------------------------------- | -------------------------- | ------------------------ | ------------------------------------------------- |
| Перша найлегша вага (— 48 кілограмів)       | Хорхе Ернандес Куба        | Стефен Мучокі Кенія      | Енріке Родрігес Іспанія Євген Юдін СРСР           |
| Найлегша вага (— 51 кілограмів)             | Дуглас Родрігес Куба       | Альфредо Перес Венесуела | Владислав Засипко СРСР Константин Груеску Румунія |
| Легша вага (— 54 кілограмів)                | Вілфредо Гомес Пуерто-Рико | Луїс Хорхе Ромеро Куба   | Альдо Косентіно Франція Давид Торосян СРСР        |
| Напівлегка (— 57 кілограмів)                | Говард Девіс США           | Борис Кузнецов СРСР      | Маріано Альварес Куба Рігоберто Гарібальді Панама |
| Легка вага (— 60 кілограмів)                | Василь Соломін СРСР        | Симіон Куцов Румунія     | Луїс Ешайде Куба Хосе Луїс Веллон Пуерто-Рико     |
| Перша напівсередня вага (— 63,5 кілограмів) | Аюб Калуле Уганда          | Владімір Колєв Болгарія  | Ульріх Бейєр НДР Амон Котей Гана                  |
| Напівсередня вага (— 67 кілограмів)         | Еміліо Корреа Куба         | Клінтон Джексон США      | Пламен Янков Болгарія Збігнев Кіцка Польща        |
| Перша середня вага (— 71 кілограмів)        | Роландо Гарбей Куба        | Альфредо Лемус Венесуела | Анатолій Климанов СРСР Джозеф Нсубуга Уганда      |
| Середня вага (— 75 кілограмів)              | Руфат Рискієв СРСР         | Алек Нестак Румунія      | Бернд Віттенбург НДР Драгомир Вуйкович Югославія  |
| Напівважка вага (— 81 кілограмів)           | Мате Парлов Югославія      | Олег Коротаєв СРСР       | Оттомар Заксе НДР Леон Спінкс США                 |
| Важка вага (понад 81 кілограм)              | Теофіло Стівенсон Куба     | Марвін Стінсон США       | Фатай Аїнла Нігерія Райко Мілич Югославія         |

## Командний залік
| Місце | Держвава    |    |    |    | Разом |
| ----- | ----------- | -- | -- | -- | ----- |
| 1     | Куба        | 5  | 1  | 2  | 8     |
| 2     | СРСР        | 2  | 2  | 4  | 8     |
| 3     | США         | 1  | 2  | 1  | 4     |
| 4     | СФРЮ        | 1  | 0  | 2  | 3     |
| 5     | Пуерто-Рико | 1  | 0  | 1  | 2     |
| 5     | Уганда      | 1  | 0  | 1  | 2     |
| 7     | Румунія     | 0  | 2  | 1  | 3     |
| 8     | Венесуела   | 0  | 2  | 0  | 2     |
| 9     | Болгарія    | 0  | 1  | 1  | 2     |
| 10    | Кенія       | 0  | 1  | 0  | 1     |
| 11    | НДР         | 0  | 0  | 3  | 3     |
| 12    | Гана        | 0  | 0  | 1  | 1     |
| 12    | Іспанія     | 0  | 0  | 1  | 1     |
| 12    | Нігерія     | 0  | 0  | 1  | 1     |
| 12    | Панама      | 0  | 0  | 1  | 1     |
| 12    | Польща      | 0  | 0  | 1  | 1     |
| 12    | Франція     | 0  | 0  | 1  | 1     |
| Разом | 17 держав   | 11 | 11 | 22 | 44    |